# Folkfestival Ham

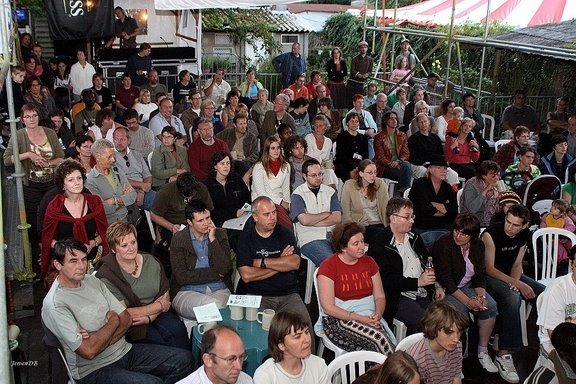
Folkfestival Ham

Folkfestival Ham is een Belgisch muziekfestival in de openlucht dat jaarlijks plaatsvindt in Ham, in de provincie Limburg.
Elk jaar verwelkomt het festival iets meer dan 1500 bezoekers. Het festival programmeert een podium in het genre folkmuziek. Zowel lokale als internationale artiesten passeren er de revue. De eerste editie vond plaats in 1997. Karakteristiek is dat de festivalweide eigenlijk een tuin is. Op de grootste folk-portaalsite van Vlaanderen (Folkroddels) werd Folkfestival Ham verkozen tot beste folkfestival van 2008. In 2012 won het festival de Groenevent Award van OVAM vanwege zijn duurzaamheid.
Folkfestival Ham is een initiatief van The Celtic Art Gallery vzw. Deze vereniging zonder winstoogmerk is actief in Ham en heeft het versterken van de cultuurbeleving in Limburg als doel. Tientallen vrijwilligers zijn betrokken bij de organisatie van Folkfestival Ham.

## Edities
De eerste editie van het festival vond plaats in 1997 en trok enkele honderden bezoekers. Sindsdien is het festival gestaag gegroeid.
Hieronder volgt het programma door de jaren heen (club- en tuinconcerten zijn inbegrepen).
| 1997: | Dirk Poel en Lazy Lew, Mike Marriott, Marino Punk, Plansjet, Griebo, Wouter Vandenabeele, Fluxus, Toebak en Blutjes |
| 1998: | Klakkebusse, Clo & Milo, Andromeda, Potaerde, Brian Nelson, Poescafé, Poitin |
| 1999: | Tintagel, Chris Timson & Anne Gregson, Bruno, Mike Marriott, Shrapnel (Jeanne Elizabèth Shrapnel) Troissoeur, Marino Punk, Poitin |
| 2000: | The Swigshift, Duo Capricio (met Michel Verkemping), Jules Gilles, Trammalant, Jaguana, Robb Johnson, BUB, Twierstbraake, Bandina, Keukkojoen, Ambrozijn |
| 2001: | Credit Cards, Ritornello, Blue Walter Band, Maruzella, Mec Yek, Wathoorik, Trio Viool, Clochard, Anna Martyrosian, Myriam Fuks, Twalseree, Mede, Tref, Piccard en Masure, Micha Dümpelmann, Fling |
| 2002: | Avalon (met Karin Meyen), Blue Walter Band, Sois Belle, "Bob, Frank en Zussen", Fanfare Sint-Lambertus-Kwaadmechelen, Setanta, Botswing, Kimiz (met Dirk Van Esbroeck), Shrapnel, An Erminig, Doinna, GÖZE, Mea Culpa, Amparo Cortés, Sonnekai, Ambrozijn |
| 2003: | Jules Gilles en Rogier Nupie, Perjan, Steve Bailey, Jessie Williams Quintet, Heartattack and Vine Blue Walter Band, Willem Vermandere, Fanfare Sint-Lambertus-Kwaadmechelen, Mec Yek, "Bob, Frank en Zussen", Follia, Sois Belle, Balbrozijn, Tom Theuns en Vera Coomans, Ygdrassil, Luc Cuppens, Thomas Lynch, Din Delon, Les Nomades                                            |
| 2004: | Bal Des Boiteux, Tan, Hauman en de Moeite, Fluxus, Kadril |
| 2005: | Touche de Beauté, Ballroomquartet, Julie Murphy, 'k Voel me Belg, Naragonia, Loubistok, Papaver |
| 2006: | Kadril, Lúnasa, Griff, Rangeela, Comas, Din Delon |
| 2007: | Camaxe, Falling Tree, N'Faly Kouaté, Osama Abdulrasol, Tcha Limberger |
| 2008: | Igriczek, Follia, AedO, Didier François en Gilles Chabenat |
| 2009: | Paul Rans en Watersons Carthy |
| 2010: | Snaarmaarwaar, Misztrál, Manimoen (met Toon Van Mierlo en Pablo Golder), Sourdine (Rémi Decker, Filip Lambrechts en Wim Baeck), Trio Mallou (Bert Van Laethem, Ivica Vucelja en Jokke Schreurs), An Erminig, Beoga, Herman Dewit, Jopie Jonkers en Koen De Cauter en Juan Masondo, Zefiro Torna, Aurélia (Aurélie Dorzée met Tom Theuns en Stephan Pougin), The Tannahill Weavers |
| 2011: | Ukulogisch Museum, I Beddi, Griebo, Heather Grabham en Erwin Libbrecht, Djar Quartet, Martin Simpson, Kadril, Floor Hofman, Sophie Cavez, Po' Girl, Jan De Smet, Igriczek |
| 2012: | Jebb, Dervish, Manyidaki, Griff, Roots 1866, Chris Wood, Roby Lakatos, Pickin' Daddy, Surpluz, Faran Flad, Vetex, Carabel (Naragonia met Luc Pilartz en Cécile Delrue) |
| 2013: | Botswing, Czarna Góra, Djar Quartet, Tim Eriksen, EmBRUN, La Talvera, GFVP, Zefiro Torna, Paniks, N'Faly Kouyaté & Dunyakan, Cecilia |
| 2014: | The Dirty Habit Country Club, Two Time Polka, Elllis, Tcha Limberger & Tristan Driessen, Violet, RedCoat, Andrea Capezzuoli e Compagnia, Didier François & Philippe Malfeyt, A La Rum, Frank De Vos, Ensemble Sangineto, Korrontzi |
| 2015: | Les Guitares Magiques, Wild Geese, Jupette Barbue, Pa-Mal, Hans Mortelmans, Griff Trio, Bandabero, The Quest, The Dusty Millers, Wör, Cecile Corbel, Pan de Capazo |
| 2016: | Dirk Poel en Lazy Lew, Kadril, Lazy Horse Solo, Jopie Jonkers, Sarah McQuaid, Veronika Scuplik, Sharon Shannon Band, Rushad Eggleston, Didier François, Bert Van Laethem, Roberto en Alessandro Tombesi, The Pete Seeger Legacy met Jan De Smet, Jokke Schreurs en Shantalla |
| 2017: | Snaarmaarwaar, Hò-rò, Estbel, Mandolin Man, Lamia Bedioui & The Desert Fish, Andreas Arend, Julie Fowlis, "Bob, Frank en Zussen", Tribute Wannes Van de Velde (met o.a. Jan De Smet), David Munnelly & Philip Masure, Ana Alcaide |
| 2018: | Sofia Talvik, La Compagnie D'Elias, Ricky Curran, Seyir Trio, Naomi Vercauteren Trio, EmBRUN, Dervish, Raphael De Cock Haleweyn Project, Paul Rans Ensemble, Domo Emigrantes, Orchestre International du Vetex |